# Binchekant

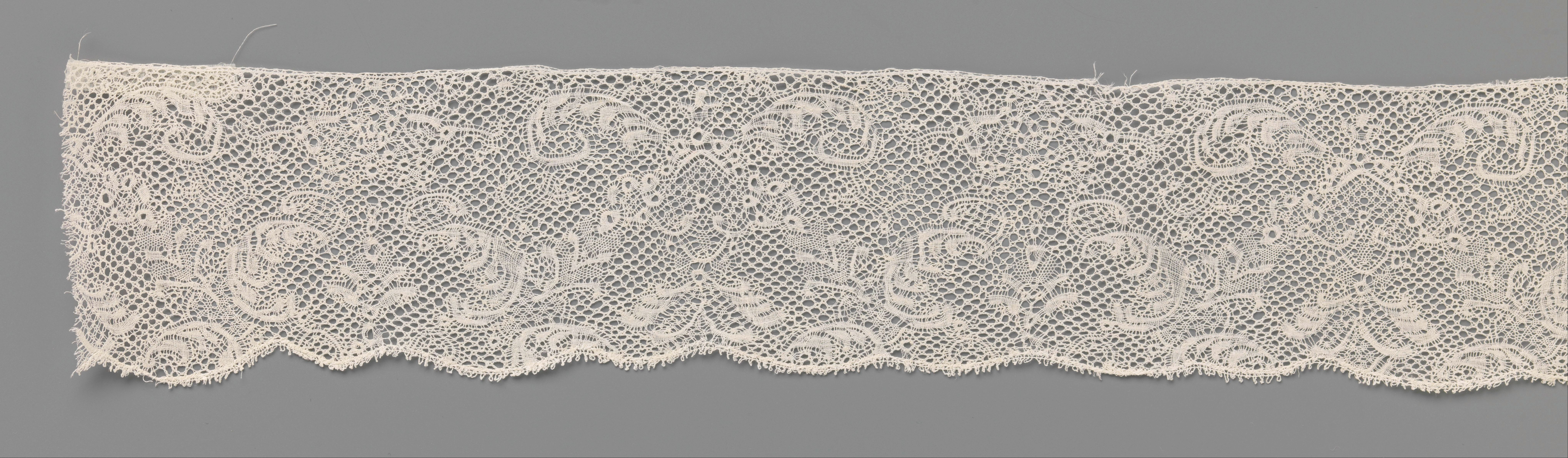
Binchekant

Binchekant is een zeer fijne vorm van historische kloskant en vernoemd naar de Belgische plaats Binche. Het wordt ook wel "toveressenwerk" of point de fée genoemd. Binchekant valt in de kantgroep van de doorlopende draden en is in de 17de eeuw ontstaan uit het Oud-Vlaamse kant met doorlopende draden.
Technische kenmerken zijn het gemengd gebruik van verschillende gronden met vormen als spinnetjes, sneeuwvlokken of vliegjes. Het volwerk wordt in linnenslag of in halve slag uitgevoerd en er wordt veelvuldig gebruik gemaakt van vierkante kunstslagen.
De tekening is ingewikkeld en verfijnd en bestaat uit slingers en ranken, verkapte repetitieve motieven, bloemen en dieren. Als versieringen komen inkelogen aan de rand en geschulpte randen voor.